# 翻唱
翻唱（英語：Cover）在流行音樂中，是將原歌曲改由他人以另一種方式重新詮釋。若未獲得作曲和作詞人及相關唱片公司同意，在未經授權的狀況下將翻唱版本公開傳播或販售等行為，有可能侵犯他人的著作權。

## 常見的翻唱種類
- 由不同唱腔之歌手以不同之詮釋方式重新演唱原詞曲，又稱「重唱」。
- 至于把歌词或/与旋律修改重做歌曲，应定义为“再创作”。

## 延伸閲讀
- 著作權
- 二次創作
- 抄襲
- 致敬

## 外部連結
- 政治大學論文案例：德國翻唱訴訟案[永久]